# Concremiers

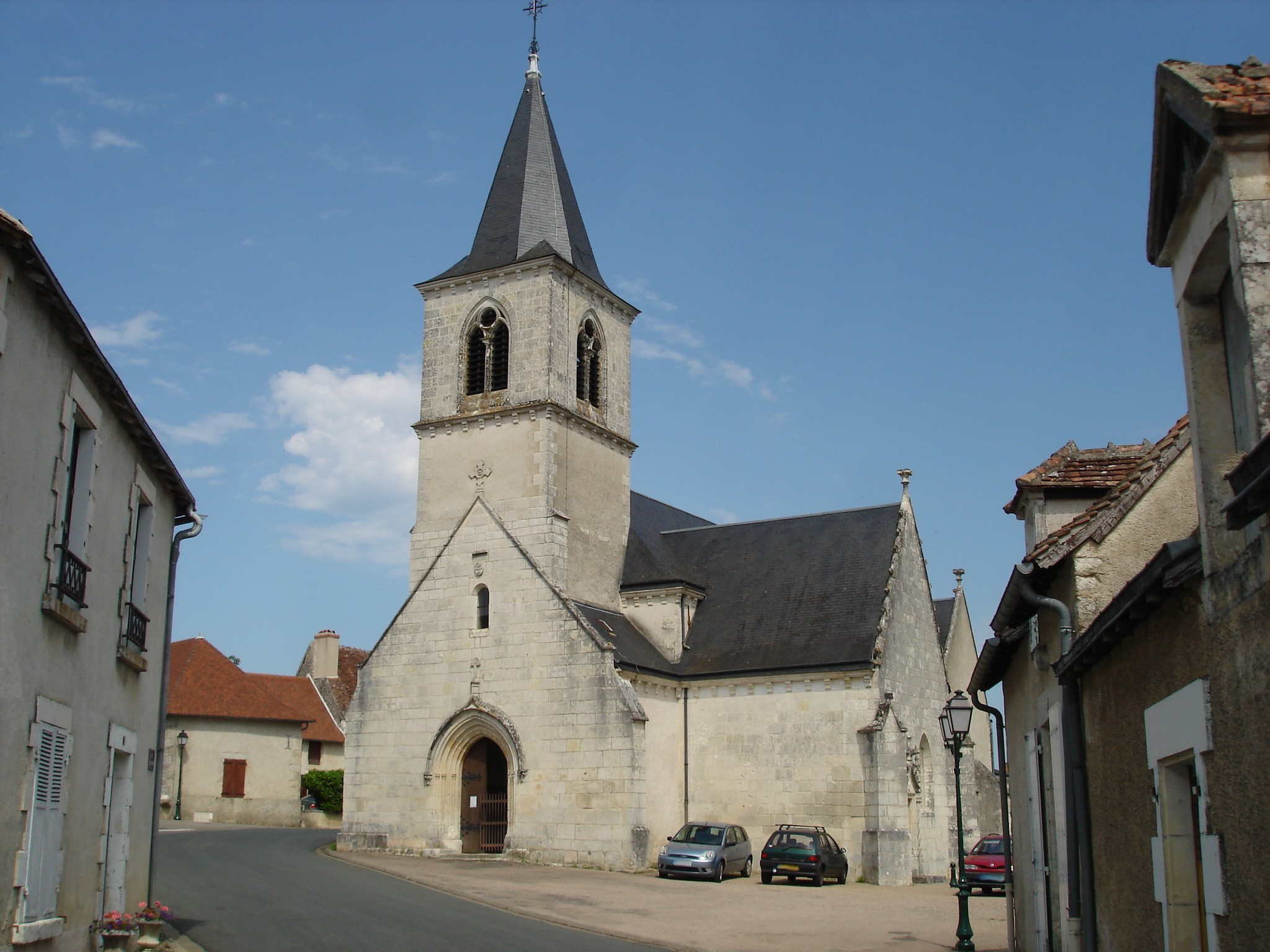

Concremiers là một xã ở tỉnh Indre khu vực trung bộ Pháp. Xã này có diện tích 28,11 km², dân số thời điểm năm 1999 là 610 người. Khu vực này có độ cao trung bình 75 mét trên mực nước biển.
Thị trấn này nằm trong công viên tự nhiên vùng Brenne.
Sông Salleron tạo thành một phần ranh giới phía tây của thị trấn, sau đó chảy vào Anglin. 